# Eublemma wutzdorffi
Eublemma wutzdorffi is een vlinder van de familie van de spinneruilen (Erebidae). De wetenschappelijke naam van deze soort is voor het eerst voorgesteld als Euxestis wutzdorffi door Rudolf Püngeler in een publicatie uit 1907.
De soort komt voor in Egypte, Israël, de Palestijnse gebieden, Saudi-Arabië, Jemen en Tanzania.